# Tania Detomas
Tania Detomas (Cavalese, 10 agosto 1985) è un'ex snowboarder italiana.

## Biografia
Nata a Cavalese, in provincia di Trento, nel 1985, debutta in Coppa del Mondo a 16 anni, a Kreischberg, in Austria, nell'halfpipe, sua specialità.
Nel 2002 è 7ª nello snowboard cross e 19ª nell'halfpipe ai Mondiali juniores di Rovaniemi, in Finlandia.
L'anno successivo arriva 14ª nello snowboard cross e 31ª nell'halfpipe ai Mondiali di Kreischberg, in Austria. Sempre nel 2003 prende parte ai Mondiali juniores di Prato Nevoso, concludendo 31ª nell'halfpipe, ma non riuscendo a finire la gara di snowboard cross.
Nel 2004 è 12ª nell'halfpipe ai Mondiali juniores sul Klínovec, in Repubblica Ceca.
L'anno successivo, ai Mondiali di Whistler, in Canada, termina invece 25ª nell'halfpipe. Sempre nel 2005 partecipa ai Mondiali juniores di Zermatt, in Svizzera, concludendo 4ª nel big air e 9ª nell'halfpipe.
A 20 anni prende parte ai Giochi olimpici di Torino 2006, non passando le qualificazioni per la finale a 12, chiudendo al 14º posto con 33.6 punti.
Lasciata l'attività agonistica nel 2006, a 20 anni, ritorna a gareggiare per un breve periodo nel 2012-2013, a 27 anni, prendendo parte ai Mondiali di Stoneham, in Canada, dove arriva 21ª nello slopestyle.
Dopo il ritiro è diventata insegnante di yoga in Val di Fassa.